# Josep Marraco i Ferrer
Josep Marraco i Ferrer, spanisch auch José Marraco y Ferrer , (* 6. April 1835 in Barcelona; † 7. Dezember 1913 ebenda) war ein katalanischer Organist, Violinist, Komponist sowie Kapellmeister der Kathedrale von Barcelona.

## Leben und Werk
Josep Marraco i Ferrer war der Sohn des Komponisten und Kapellmeisters der Barceloneser Kathedrale Josep Marraco i Xauxas (1814–1873).  Ersten Musikunterricht erhielt er von seinem Vater. Er studierte Violine bei seinem Onkel Joan Ferrer. Er trat in den Chor der königlichen Kirche des Palau de Barcelona ein und studierte hier Komposition bei dem Pianisten Bernat Calvó Puig, dem Kapellmeister der Kathedrale Mateu Ferrer und dem Komponisten für geistliche Musik Ramon Vilanova. Er wirkte zunächst als Violinist im Orchester des Teatre Principal de Barcelona und auch im Orchester des Gran Teatre del Liceu. 1864 trat er als Kapellmeister der Kathedrale von Barcelona die Nachfolge seines Vaters an. Diese Stellenbesetzung zog massive Kritik in der Barceloneser Öffentlichkeit nach sich. Josep Marraco hatte jedoch einen fundierten musikalischen Hintergrund und konnte bereits internationale Erfolge vorweisen. So konnte er die Krise überwinden und die Stellung nahezu 50 Jahre bis zu seinem Tod ausfüllen.
Marraco komponierte geistliche und symphonische Werke sowie Opernarrangements. Seine Kompositionen waren hoch beliebt, aber eng an eine spezielle Ästhetik gekoppelt, die bald aus der Mode kam. 1860 hatte er zu Ehren von Isabella II. von Spanien im Teatre dels Camps Elisis eine Sinfonie uraufgeführt. Er komponierte Requien, unter anderem 1860 das Requiem für die Toten des Afrikakrieges und ein weiteres Requiem 1869 sowie das Te Deum zum 25-jährigen Pontifikat von Pius IX. Josep Marraco i Ferrer war auch für seine Orgelimprovisationen berühmt.